# Derrick Brown (Footballspieler)
Derrick Brown (* 15. April, 1998 in Sugar Hill, Georgia) ist ein US-amerikanischer American-Football-Spieler auf der Position des Defensive Tackles bei den Carolina Panthers in der National Football League (NFL). Er spielte College Football für Auburn und wurde von den Panthers in der ersten Runde im NFL Draft 2020 ausgewählt.

## Highschool
Derrick Brown besuchte die Lanier High School in Buford, Georgia, wo er 33,5 Quarterback-Sacks, 270 Tackles, 5 erzwungene Fumbles und 3 Interceptions als Defensive Tackle erzielte. Als Senior galt Brown als einer der besten Highschool-Defensive-Tackles des Landes. Bei der Auswahl des Colleges zog er mehrere Schulen in Betracht, wobei Georgia und Alabama als Favoriten für ihn galten, bevor er am 3. Februar 2016 an die Auburn University ging.

## College
Als Freshman im Jahr 2016 verzeichnete Brown 11 Tackles mit einem Sack und einer Fumble Recovery. Im Jahr 2017 startete Brown als Sophomore in allen 12 Spielen, verzeichnete insgesamt 49 Tackles, 3,5 Sacks, 8,5 Tackles for loss und 2 erzwungene Fumbles. Brown wurde als Junior in der Saison 2018 in die zweite Mannschaft All-SEC berufen, mit 48 Tackles, darunter 10,5 for loss und 4,5 Sacks. 2019 hatte er als Senior 55 Tackles, darunter 12,5 Tackles for loss, vier Sacks, zwei erzwungene Fumbles und vier abgefangene Pässe.

## NFL
Brown wurde im NFL Draft 2020 an siebter Stelle von den Carolina Panthers ausgewählt.

## Privates
Brown hat mit seiner Lebensgefährtin, Tayla Main, einen Sohn, Kai Brown.